# Marc Livi Drus
|  | No s'ha de confondre amb Marc Livi Drus (cònsol 112 aC). |

Marc Livi Drus (en llatí: Marcus Livius M. f. C. n. Drusus), fill de Marc Livi Emilià Drus, va ser un magistrat romà dels segles ii i i aC.

## Primers anys
Va mostrar ja de ben jove una gran ambició i un caràcter difícil que el va portar sovint als tribunals. Quan era qüestor d'Àsia es va negar a portar les insígnies («ne quid ipso esset insignius», va dir).
Va heretar una gran fortuna del seu pare, que va invertir a obtenir influència política. L'autor de De Viris Illustribus (atribuït en general a Aureli Víctor) diu que per obtenir més diners va acceptar suborns, i així va lliurar al rei Bocus I de Mauritània el príncep Magula, que s'havia refugiat a Roma, i va tenir presoner a casa seva Adhèrbal, fill del rei de Numídia Micipsa, que igualment havia fugit a Roma, esperant un rescat del seu pare. Aquests relats, val a dir, no concorden amb els d'altres historiadors, especialment el segon, i els fets són diferents segons els narra Sal·lusti.
De Viris Illustribus diu que va ser edil curul, que va organitzar uns jocs magnífics i que quan el seu col·lega Remmi va proposar mesures a favor de la comunitat va respondre: «què fa la comunitat per nosaltres?». Hi ha autors que consideren que aquests fets no van poder passar, perquè Drus va morir mentre era tribú, càrrec que s'exercia abans que el d'edil.
La seva germana Lívia es va casar en primeres núpcies, probablement, amb Quint Servili Cepió, la filla del qual va ser la mare de Marc Juni Brutus. Es va casar per segona vegada amb Marc Porci Cató. Cató era el pare de Cató d'Útica, qui va néixer el 95 aC, i Drus va morir el 91 aC. Quan Lívia es va casar amb Cepió, Drus es va casar amb Servília, la germana de Cepió. Llavors eren amics, però més endavant, per causes domèstiques, es van barallar i va sorgir un odi entre tots dos.
Drus va ser des de jove partidari dels optimats. Quan Saturní va ser assassinat l'any 100 aC, va ser un dels que va agafar les armes i va donar suport al cònsol Gai Màrius, que en aquell moment era al costat del senat. A la disputa entre el senat i els cavallers per la possessió de la judicia, Cepió va liderar el partit dels cavallers i Drus el del senat. Els cavallers gaudien de la judicia d'ençà del 122 aC per la llei Semprònia de Gai Grac, excepte per un breu període en què va estar en vigor la llei Servília, que la retornava al senat. Aquesta llei Servília va ser proposada pel pare de Quint Servili Cepió, que tenia punts de vista deferents als del fill. Una segona llei Servília (proposada per Gai Servili Glàucia) la va derogar. El que tenia el control de la judicia n'abusava, i així els cavallers (i en altres moments els senadors) que extorsionaven normalment se'n sortien impunement.

## Tribú de la plebs
El 91 aC Drus va ser nomenat tribú de la plebs quan eren cònsols Luci Marci Filip i Sext Juli Cèsar. Per enfortir el partit dels optimats, Drus es va voler atreure els llatins i els itàlics. L'enfrontament amb Cepió va continuar. Per obtenir suport, Drus va concedir al poble algunes mesures parcials, similars a les dels temps dels Gracs, i així es van establir lleis per la distribució de gra, per la seva venda a baix preu, per repartiments de terres públiques (leges frumentariae, agrariae) i va efectuar l'establiment de diverses colònies a Itàlia i Sicília que estaven pendents tot i estar ja aprovades. Algunes d'aquestes mesures van ser aprovades perquè el senat va ser subornat per Drus. El tresor de l'estat va resultar exhaust, i es va haver d'abaixar l'aliatge de plata de les monedes.
El cònsol Marci Filip es va oposar a les lleis agràries de Drus, però Drus es va imposar violentament. Embarcat en una espiral, va haver de prometre als llatins i als itàlics la igualtat per obtenir el seu suport. Així va poder imposar les seves mesures sobre la judicia («legem judiciariam pertulit»), en què probablement la judicia es va transferir íntegrament al senat. Segons Apià, el senat, que estava reduït a 300 membres, va ser augmentat amb l'entrada de 300 nous membres seleccionats entre els cavallers més distingits.
Aquestes mesures, però, van crear una nova oposició: els romans s'oposaven a la igualtat de llatins i itàlics. Els cavallers (fora dels 300 que havien accedit al rang senatorial) també s'hi oposaven, perquè havien perdut la judicia. En aquesta situació a proposta de Marci Filip, que era àugur a més de cònsol, el senat va votar una llei per la qual qualsevol altra llei que anés contra els auspicis seria nul·la. La Llei Cecília-Dídia establia que una llei, abans de ser votada, havia de ser promulgada 17 dies, i el senat va considerar que les lleis de Drus no havien observat aquestes normes. El repartiment de gra o de terres no es podia aturar, però les colònies que s'estaven creant van ser cancel·lades i la llei judiciaria també va ser revocada. Drus va romandre molt dolgut de la ingratitud del senat.
Es va convocar una assemblea de les tribus durant la qual Drus es va retirar, aparentment malalt. Tot seguit, va ser assassinat a la seva cambra. L'assassí mai no va ser descobert ni tampoc es va fer cap investigació. Els principals sospitosos foren Cepió i el cònsol Filip. Ciceró va acusar Quint Vari com a autor material pagat per algú. La seva mare Cornèlia va aguantar la seva mort amb un alt esperit.

## Arbre familiar
Llegenda:
- (1) - primera espòs/sa
- (2) - segona espòs/sa
- x - assassí del Cèsar

| Salònia (2)             | Salònia (2)             | Salònia (2)             | Salònia (2)             | Salònia (2)             | Salònia (2)             |                      |                      | Cató el Vell         | Cató el Vell         | Cató el Vell       | Cató el Vell       | Cató el Vell            | Cató el Vell            |                         |                         | Licínia (1)             | Licínia (1)             | Licínia (1)             | Licínia (1)             | Licínia (1)             | Licínia (1)             |                       |                       |                                  |                                  |                                  |                                  |                                  |                                  |                   |                   |                   |                   |                   |                   |                   |                   |                     |                     |                     |                     |                     |                     |  |  |  |  |  |  |
| Salònia (2)             | Salònia (2)             | Salònia (2)             | Salònia (2)             | Salònia (2)             | Salònia (2)             |                      |                      | Cató el Vell         | Cató el Vell         | Cató el Vell       | Cató el Vell       | Cató el Vell            | Cató el Vell            |                         |                         | Licínia (1)             | Licínia (1)             | Licínia (1)             | Licínia (1)             | Licínia (1)             | Licínia (1)             |                       |                       |                                  |                                  |                                  |                                  |                                  |                                  |                   |                   |                   |                   |                   |                   |                   |                   |                     |                     |                     |                     |                     |                     |  |  |  |  |  |  |
|                         |                         |                         |                         |                         |                         |                      |                      |                      |                      |                    |                    |                         |                         |                         |                         |                         |                         |                         |                         |                         |                         |                       |                       |                                  |                                  |                                  |                                  |                                  |                                  |                   |                   |                   |                   |                   |                   |                   |                   |                     |                     |                     |                     |                     |                     |  |  |  |  |  |  |
|                         |                         |                         |                         |                         |                         |                      |                      |                      |                      |                    |                    |                         |                         |                         |                         |                         |                         |                         |                         |                         |                         |                       |                       |                                  |                                  |                                  |                                  |                                  |                                  |                   |                   |                   |                   |                   |                   |                   |                   |                     |                     |                     |                     |                     |                     |  |  |  |  |  |  |
| Marc Porci Cató Salonià | Marc Porci Cató Salonià | Marc Porci Cató Salonià | Marc Porci Cató Salonià | Marc Porci Cató Salonià | Marc Porci Cató Salonià |                      |                      |                      |                      |                    |                    | Marc Porci Cató Licinià | Marc Porci Cató Licinià | Marc Porci Cató Licinià | Marc Porci Cató Licinià | Marc Porci Cató Licinià | Marc Porci Cató Licinià |                         |                         | Marc Livi Emilià Drus   | Marc Livi Emilià Drus   | Marc Livi Emilià Drus | Marc Livi Emilià Drus | Marc Livi Emilià Drus            | Marc Livi Emilià Drus            |                                  |                                  |                                  |                                  |                   |                   |                   |                   |                   |                   |                   |                   |                     |                     |                     |                     |                     |                     |  |  |  |  |  |  |
| Marc Porci Cató Salonià | Marc Porci Cató Salonià | Marc Porci Cató Salonià | Marc Porci Cató Salonià | Marc Porci Cató Salonià | Marc Porci Cató Salonià |                      |                      |                      |                      |                    |                    | Marc Porci Cató Licinià | Marc Porci Cató Licinià | Marc Porci Cató Licinià | Marc Porci Cató Licinià | Marc Porci Cató Licinià | Marc Porci Cató Licinià |                         |                         | Marc Livi Emilià Drus   | Marc Livi Emilià Drus   | Marc Livi Emilià Drus | Marc Livi Emilià Drus | Marc Livi Emilià Drus            | Marc Livi Emilià Drus            |                                  |                                  |                                  |                                  |                   |                   |                   |                   |                   |                   |                   |                   |                     |                     |                     |                     |                     |                     |  |  |  |  |  |  |
|                         |                         |                         |                         |                         |                         |                      |                      |                      |                      |                    |                    |                         |                         |                         |                         |                         |                         |                         |                         |                         |                         |                       |                       |                                  |                                  |                                  |                                  |                                  |                                  |                   |                   |                   |                   |                   |                   |                   |                   |                     |                     |                     |                     |                     |                     |  |  |  |  |  |  |
| Marc Porci Cató (2)     | Marc Porci Cató (2)     | Marc Porci Cató (2)     | Marc Porci Cató (2)     | Marc Porci Cató (2)     | Marc Porci Cató (2)     |                      |                      | Lívia Drusa          | Lívia Drusa          | Lívia Drusa        | Lívia Drusa        | Lívia Drusa             | Lívia Drusa             |                         |                         | Quint Servili Cepió (1) | Quint Servili Cepió (1) | Quint Servili Cepió (1) | Quint Servili Cepió (1) | Quint Servili Cepió (1) | Quint Servili Cepió (1) |                       |                       | Marc Livi Drus                   | Marc Livi Drus                   | Marc Livi Drus                   | Marc Livi Drus                   | Marc Livi Drus                   | Marc Livi Drus                   |                   |                   |                   |                   |                   |                   |                   |                   |                     |                     |                     |                     |                     |                     |  |  |  |  |  |  |
| Marc Porci Cató (2)     | Marc Porci Cató (2)     | Marc Porci Cató (2)     | Marc Porci Cató (2)     | Marc Porci Cató (2)     | Marc Porci Cató (2)     |                      |                      | Lívia Drusa          | Lívia Drusa          | Lívia Drusa        | Lívia Drusa        | Lívia Drusa             | Lívia Drusa             |                         |                         | Quint Servili Cepió (1) | Quint Servili Cepió (1) | Quint Servili Cepió (1) | Quint Servili Cepió (1) | Quint Servili Cepió (1) | Quint Servili Cepió (1) |                       |                       | Marc Livi Drus                   | Marc Livi Drus                   | Marc Livi Drus                   | Marc Livi Drus                   | Marc Livi Drus                   | Marc Livi Drus                   |                   |                   |                   |                   |                   |                   |                   |                   |                     |                     |                     |                     |                     |                     |  |  |  |  |  |  |
|                         |                         |                         |                         |                         |                         |                      |                      |                      |                      |                    |                    |                         |                         |                         |                         |                         |                         |                         |                         |                         |                         |                       |                       |                                  |                                  |                                  |                                  |                                  |                                  |                   |                   |                   |                   |                   |                   |                   |                   |                     |                     |                     |                     |                     |                     |  |  |  |  |  |  |
|                         |                         |                         |                         |                         |                         |                      |                      |                      |                      |                    |                    |                         |                         |                         |                         |                         |                         |                         |                         |                         |                         |                       |                       |                                  |                                  |                                  |                                  |                                  |                                  |                   |                   |                   |                   |                   |                   |                   |                   |                     |                     |                     |                     |                     |                     |  |  |  |  |  |  |
| Atília (1)              | Atília (1)              | Atília (1)              | Atília (1)              | Atília (1)              | Atília (1)              |                      |                      | Cató el Jove         | Cató el Jove         | Cató el Jove       | Cató el Jove       | Cató el Jove            | Cató el Jove            |                         |                         |                         |                         |                         |                         |                         |                         |                       |                       | Marc Livi Drus Claudià (adoptat) | Marc Livi Drus Claudià (adoptat) | Marc Livi Drus Claudià (adoptat) | Marc Livi Drus Claudià (adoptat) | Marc Livi Drus Claudià (adoptat) | Marc Livi Drus Claudià (adoptat) |                   |                   |                   |                   |                   |                   |                   |                   |                     |                     |                     |                     |                     |                     |  |  |  |  |  |  |
| Atília (1)              | Atília (1)              | Atília (1)              | Atília (1)              | Atília (1)              | Atília (1)              |                      |                      | Cató el Jove         | Cató el Jove         | Cató el Jove       | Cató el Jove       | Cató el Jove            | Cató el Jove            |                         |                         |                         |                         |                         |                         |                         |                         |                       |                       | Marc Livi Drus Claudià (adoptat) | Marc Livi Drus Claudià (adoptat) | Marc Livi Drus Claudià (adoptat) | Marc Livi Drus Claudià (adoptat) | Marc Livi Drus Claudià (adoptat) | Marc Livi Drus Claudià (adoptat) |                   |                   |                   |                   |                   |                   |                   |                   |                     |                     |                     |                     |                     |                     |  |  |  |  |  |  |
|                         |                         |                         |                         |                         |                         |                      |                      |                      |                      |                    |                    |                         |                         |                         |                         |                         |                         |                         |                         |                         |                         |                       |                       |                                  |                                  |                                  |                                  |                                  |                                  |                   |                   |                   |                   |                   |                   |                   |                   |                     |                     |                     |                     |                     |                     |  |  |  |  |  |  |
|                         |                         |                         |                         |                         |                         |                      |                      |                      |                      |                    |                    |                         |                         |                         |                         |                         |                         |                         |                         |                         |                         |                       |                       |                                  |                                  |                                  |                                  |                                  |                                  |                   |                   |                   |                   |                   |                   |                   |                   |                     |                     |                     |                     |                     |                     |  |  |  |  |  |  |
|                         |                         |                         |                         | Marc Juni Brutus (1)    | Marc Juni Brutus (1)    | Marc Juni Brutus (1) | Marc Juni Brutus (1) | Marc Juni Brutus (1) | Marc Juni Brutus (1) |                    |                    | Servília la Major       | Servília la Major       | Servília la Major       | Servília la Major       | Servília la Major       | Servília la Major       |                         |                         | Dècim Juni Silà (2)     | Dècim Juni Silà (2)     | Dècim Juni Silà (2)   | Dècim Juni Silà (2)   | Dècim Juni Silà (2)              | Dècim Juni Silà (2)              |                                  |                                  |                                  |                                  | Servília la Menor | Servília la Menor | Servília la Menor | Servília la Menor | Servília la Menor | Servília la Menor |                   |                   | Quint Servili Cepió | Quint Servili Cepió | Quint Servili Cepió | Quint Servili Cepió | Quint Servili Cepió | Quint Servili Cepió |  |  |  |  |  |  |
|                         |                         |                         |                         | Marc Juni Brutus (1)    | Marc Juni Brutus (1)    | Marc Juni Brutus (1) | Marc Juni Brutus (1) | Marc Juni Brutus (1) | Marc Juni Brutus (1) |                    |                    | Servília la Major       | Servília la Major       | Servília la Major       | Servília la Major       | Servília la Major       | Servília la Major       |                         |                         | Dècim Juni Silà (2)     | Dècim Juni Silà (2)     | Dècim Juni Silà (2)   | Dècim Juni Silà (2)   | Dècim Juni Silà (2)              | Dècim Juni Silà (2)              |                                  |                                  |                                  |                                  | Servília la Menor | Servília la Menor | Servília la Menor | Servília la Menor | Servília la Menor | Servília la Menor |                   |                   | Quint Servili Cepió | Quint Servili Cepió | Quint Servili Cepió | Quint Servili Cepió | Quint Servili Cepió | Quint Servili Cepió |  |  |  |  |  |  |
|                         |                         |                         |                         |                         |                         |                      |                      |                      |                      |                    |                    |                         |                         |                         |                         |                         |                         |                         |                         |                         |                         |                       |                       |                                  |                                  |                                  |                                  |                                  |                                  |                   |                   |                   |                   |                   |                   |                   |                   |                     |                     |                     |                     |                     |                     |  |  |  |  |  |  |
|                         |                         |                         |                         |                         |                         |                      |                      |                      |                      |                    |                    |                         |                         |                         |                         |                         |                         |                         |                         |                         |                         |                       |                       |                                  |                                  |                                  |                                  |                                  |                                  |                   |                   |                   |                   |                   |                   |                   |                   |                     |                     |                     |                     |                     |                     |  |  |  |  |  |  |
|                         |                         | Pòrcia Cató             | Pòrcia Cató             | Pòrcia Cató             | Pòrcia Cató             | Pòrcia Cató          | Pòrcia Cató          |                      |                      | Marc Juni Brutus x | Marc Juni Brutus x | Marc Juni Brutus x      | Marc Juni Brutus x      | Marc Juni Brutus x      | Marc Juni Brutus x      |                         |                         | Júnia Prima             | Júnia Prima             | Júnia Prima             | Júnia Prima             | Júnia Prima           | Júnia Prima           |                                  |                                  |                                  |                                  | Júnia Tèrcia                     | Júnia Tèrcia                     | Júnia Tèrcia      | Júnia Tèrcia      | Júnia Tèrcia      | Júnia Tèrcia      |                   |                   | Gai Cassi Longí x | Gai Cassi Longí x | Gai Cassi Longí x   | Gai Cassi Longí x   | Gai Cassi Longí x   | Gai Cassi Longí x   |                     |                     |  |  |  |  |  |  |
|                         |                         | Pòrcia Cató             | Pòrcia Cató             | Pòrcia Cató             | Pòrcia Cató             | Pòrcia Cató          | Pòrcia Cató          |                      |                      | Marc Juni Brutus x | Marc Juni Brutus x | Marc Juni Brutus x      | Marc Juni Brutus x      | Marc Juni Brutus x      | Marc Juni Brutus x      |                         |                         | Júnia Prima             | Júnia Prima             | Júnia Prima             | Júnia Prima             | Júnia Prima           | Júnia Prima           |                                  |                                  |                                  |                                  | Júnia Tèrcia                     | Júnia Tèrcia                     | Júnia Tèrcia      | Júnia Tèrcia      | Júnia Tèrcia      | Júnia Tèrcia      |                   |                   | Gai Cassi Longí x | Gai Cassi Longí x | Gai Cassi Longí x   | Gai Cassi Longí x   | Gai Cassi Longí x   | Gai Cassi Longí x   |                     |                     |  |  |  |  |  |  |
|                         |                         |                         |                         |                         |                         |                      |                      |                      |                      |                    |                    |                         |                         |                         |                         |                         |                         |                         |                         |                         |                         |                       |                       |                                  |                                  |                                  |                                  |                                  |                                  |                   |                   |                   |                   |                   |                   |                   |                   |                     |                     |                     |                     |                     |                     |  |  |  |  |  |  |
| Marc Porci Cató         | Marc Porci Cató         | Marc Porci Cató         | Marc Porci Cató         | Marc Porci Cató         | Marc Porci Cató         |                      |                      |                      |                      |                    |                    |                         |                         |                         |                         |                         |                         |                         |                         |                         |                         |                       |                       | Júnia Segona                     | Júnia Segona                     | Júnia Segona                     | Júnia Segona                     | Júnia Segona                     | Júnia Segona                     |                   |                   | Marc Emili Lèpid  | Marc Emili Lèpid  | Marc Emili Lèpid  | Marc Emili Lèpid  | Marc Emili Lèpid  | Marc Emili Lèpid  |                     |                     |                     |                     |                     |                     |  |  |  |  |  |  |
| Marc Porci Cató         | Marc Porci Cató         | Marc Porci Cató         | Marc Porci Cató         | Marc Porci Cató         | Marc Porci Cató         |                      |                      |                      |                      |                    |                    |                         |                         |                         |                         |                         |                         |                         |                         |                         |                         |                       |                       | Júnia Segona                     | Júnia Segona                     | Júnia Segona                     | Júnia Segona                     | Júnia Segona                     | Júnia Segona                     |                   |                   | Marc Emili Lèpid  | Marc Emili Lèpid  | Marc Emili Lèpid  | Marc Emili Lèpid  | Marc Emili Lèpid  | Marc Emili Lèpid  |                     |                     |                     |                     |                     |                     |  |  |  |  |  |  |
|                         |                         |                         |                         |                         |                         |                      |                      |                      |                      |                    |                    |                         |                         |                         |                         |                         |                         |                         |                         |                         |                         |                       |                       |                                  |                                  |                                  |                                  |                                  |                                  |                   |                   |                   |                   |                   |                   |                   |                   |                     |                     |                     |                     |                     |                     |  |  |  |  |  |  |
|                         |                         |                         |                         |                         |                         |                      |                      |                      |                      |                    |                    |                         |                         |                         |                         |                         |                         |                         |                         | Servília                | Servília                | Servília              | Servília              | Servília                         | Servília                         |                                  |                                  | Marc Emili Lèpid                 | Marc Emili Lèpid                 | Marc Emili Lèpid  | Marc Emili Lèpid  | Marc Emili Lèpid  | Marc Emili Lèpid  |                   |                   |                   |                   |                     |                     |                     |                     |                     |                     |  |  |  |  |  |  |
|                         |                         |                         |                         |                         |                         |                      |                      |                      |                      |                    |                    |                         |                         |                         |                         |                         |                         |                         |                         | Servília                | Servília                | Servília              | Servília              | Servília                         | Servília                         |                                  |                                  | Marc Emili Lèpid                 | Marc Emili Lèpid                 | Marc Emili Lèpid  | Marc Emili Lèpid  | Marc Emili Lèpid  | Marc Emili Lèpid  |                   |                   |                   |                   |                     |                     |                     |                     |                     |                     |  |  |  |  |  |  |